# مسخ (آلبوم رولینگ استونز)
مسخ (انگلیسی: Metamorphosis)، سومین آلبوم تلفیقی (آلبوم گردآوری‌شده) از موسیقی رولینگ استونز است که  در سال 1975، توسط مدیر سابق آلن کلین ابکو میوزیک (که کنترل دکاّ گروه را غصب کرد) پس از خروج گروه از دکا و کلاین منتشر شده است.